# Остапюк, Владимир Григорьевич
Владимир Григорьевич Остапюк — советский хозяйственный, государственный и политический деятель, Герой Социалистического Труда.

## Биография
Родился 13 октября 1925 года в селе Фельштин (ныне — Гвардейское в Хмельницкой области Украины). Из семьи крестьянина. Украинец.
Окончил среднюю школу.
В 1942 году призван в Красную Армию. Участник Великой Отечественной войны в 1944—1945 годах. Воевал на 3-м Украинском фронте, участвовал в освобождении Румынии, Болгарии, Венгрии. После Победы продолжал службу в Советской Армии. В 1950 году техник-лейтенант В. Г. Остапюк уволен в запас.
С 1950 года работал агентом и инспектором в инспекции Госстраха СССР в городе Тернополь, в 1951 году поступил на учёбу. В 1955 году с отличием окончил Львовский электромеханический техникум.
После окончания техникума в 1955 году был направлен на завод № 593 (с 1963 года — Запрудненский электроламповый завод, с 1966 года — Запрудненский завод электровакуумных приборов, с 1991 года — Запрудненский завод электронно-лучевых трубок и аппаратуры «ЗЭЛТА») в посёлок Запрудня Талдомского района Московской области, на котором трудился более 37 лет и прошёл последовательно все ступени руководителя. С 1955 года — технолог, старший мастер, начальник цеха, с 1963 — секретарь партийного комитета завода, с 1973 — начальник производственно-диспетчерского отдела завода, с 1974 года до последнего дня жизни — директор завода. В 1972 году без отрыва от производства окончил Всесоюзный заочный финансово-экономический институт.
Внёс большой вклад в становление одного из самых современных предприятий отрасли. До 1971 года завод был крупнейшим предприятием по производству электроламп бытового, промышленного и медицинского назначения (в том числе сложных прожекторных систем, бактерицидных ламп для обеззараживания воздуха и воды), чёрно-белых кинескопов. В последующие годы завод освоил производство электронно-лучевых трубок для атомной промышленности, приборов и датчиков-элементов ядерного вооружения, счётчиков ионизирующих излучений для дозиметрической аппаратуры, вакуумных искровых разрядников и нейтронных трубок, ионизационных камер для системы управления и защиты ядерных реакторов, датчиков контроля энерговыделения для атомных электростанций, многих других высокотехнологичных изделий.
Продолжалось производство и гражданской номенклатуры производства — кинескопов для малогабаритных переносных телевизоров, нейтронных генераторов и приборов для геологической разведки, видеоконтрольных устройств двойного назначения и многое другое.
Активно В. Г. Остапюк решал и социальные проблемы: строительство комфортабельного жилья для работников завода, нового больничного корпуса, нескольких средних школ и детских садов, профтехучилища, Дворца культуры и Дворца спорта, лесной зоны отдыха, гостиницы, комплекса очистных сооружений в Запрудне и т. д. Посёлок Запрудня, для которого завод являлся градообразующим предприятием, в 1989 году был признан самым благоустроенным населённым пунктом РСФСР.
За годы его руководства завод был награждён орденом «Знак Почёта» (1976), пятикратно — переходящими Красными Знамёнами ЦК КПСС и Совета министров СССР, 54 иными ведомственными и партийными знаками отличия.
За выдающиеся производственные достижения Указом Президиума Верховного Совета СССР от 6 марта 1986 года Остапюку Владимиру Григорьевичу присвоено звание Героя Социалистического Труда с вручением ордена Ленина и золотой медали «Серп и Молот».
В годы перестройки и вслед за распадом СССР В. Г. Остапюк прилагал огромные усилия по сохранению и развитию производства с условиях массового сокращения оборонного заказа. Были приобретены и введены в работу новейшие стекловаренные печи, высокопроизводительная линия электровакуумной обработки. Вплоть до его кончины завод работал с прибылью. Однако уже к 1997 году уникальное производство было полностью развалено, предприятие акционировано и поделено между большим количеством мелких фирмочек. Уже много лет наиболее «технологичным» производством на площадях бывшего завода является производство стеклотары в мизерных объёмах, а остальные производственные площади в лучшем случае используются как складские помещения.
Член КПСС в 1955—1991 годах. Депутат Запрудненского поселкового Совета депутатов трудящихся (с 1957 года). Член Талдомского районного комитета КПСС в 1963—1991, член бюро райкома в 1971—1991 годах. Член Московского областного комитета профсоюза работников радиоэлектронной промышленности с 1968 года (с 1974 года — член его Президиума).
Жил в Запрудне. Скончался 30 января 1993 года. Похоронен на кладбище посёлка Запрудня Талдомский район Московской области.

## Награды
- орден «Знак Почёта» (29.07.1966)
- 2 ордена Трудового Красного Знамени (26.04.1971, 29.03.1976)
- орден Октябрьской Революции (10.03.1981)
- орден Отечественной войны 2 степени (11.03.1985)[2]
- Герой Социалистического Труда (орден Ленина и медаль «Серп и Молот»; 6.3.1986)
- медали.